# Roztoka (Dobromierz)
Roztoka je vesnice na jihu Polska v Dolnoslezském vojvodství. Nachází se na západ od města Strzegom na křižovatce cest. Zastavěná část má podlouhlý charakter, středem prohází ulice 3. maja a protéká Nysa Szalona.

## Pamětihodnosti
- Zámek Roztoka, původně renesanční obranný zámek ze 16. století, potom několikrát přestavovaný[3]
- Farní kostel sv. Stanislava,  z 15.–17. století, jednolodní, v letech 1873–1874 přestavěný v novorománském slohu

## Galerie

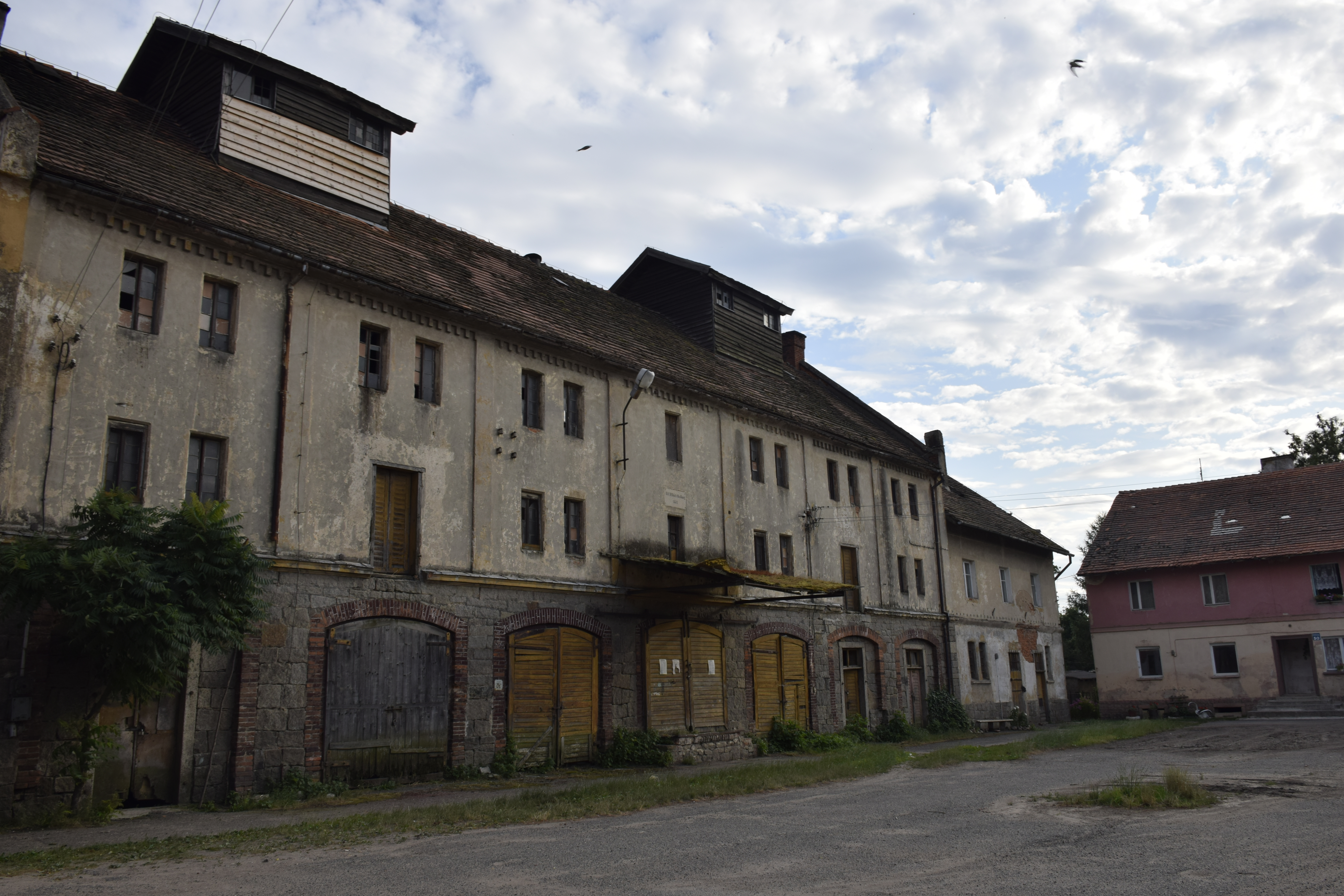
Starý průmyslový objekt
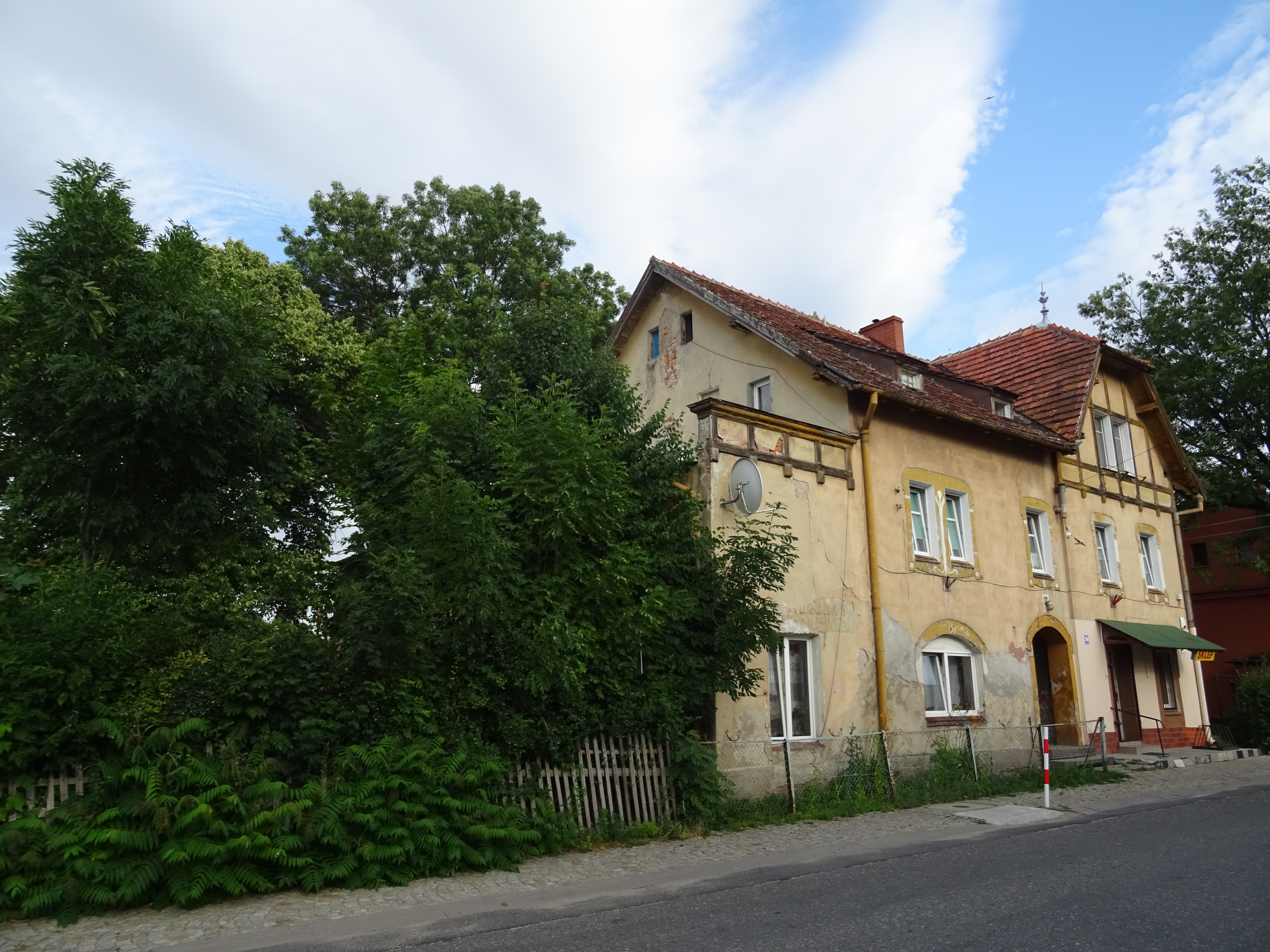
Dům
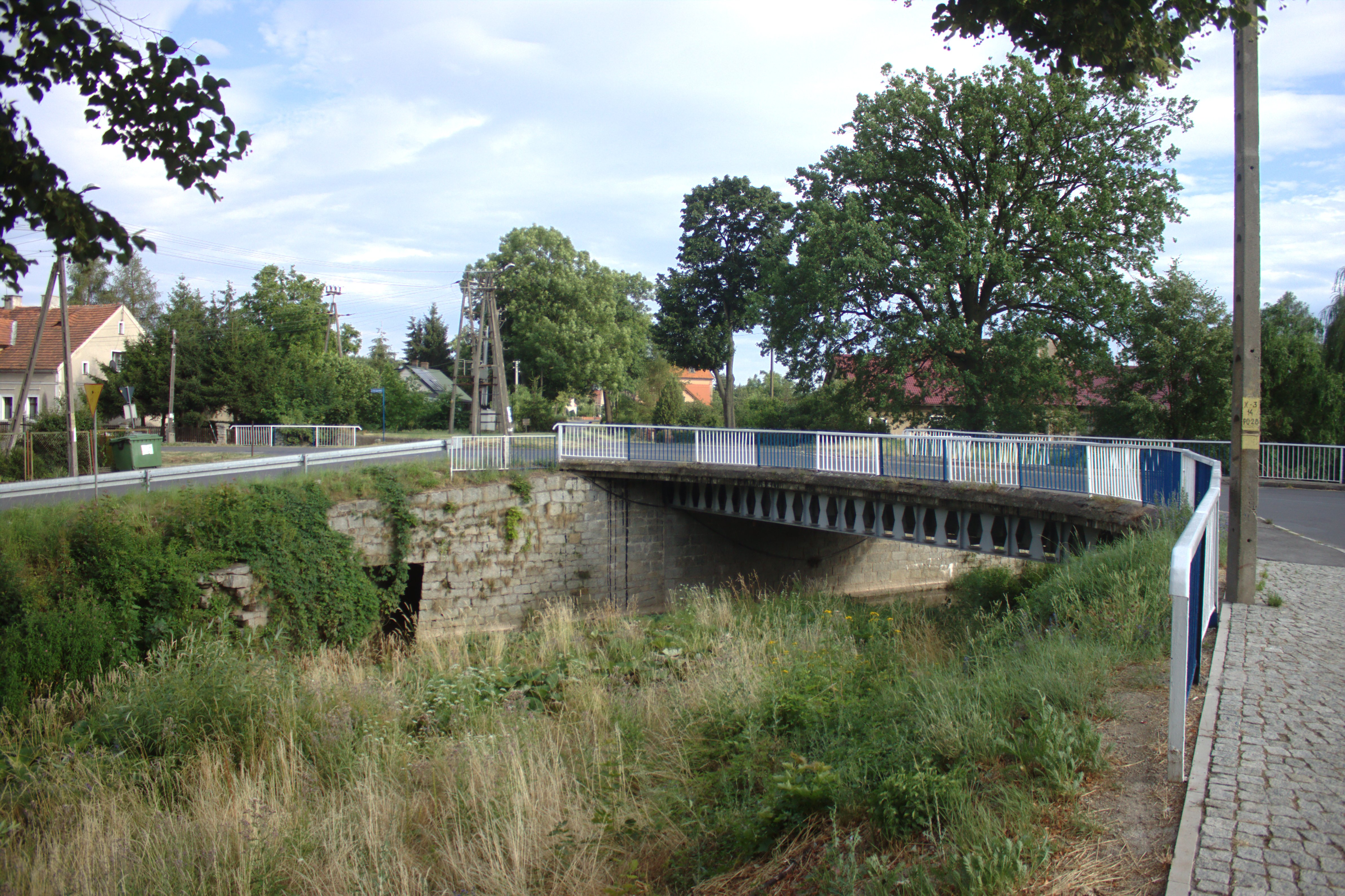
Most
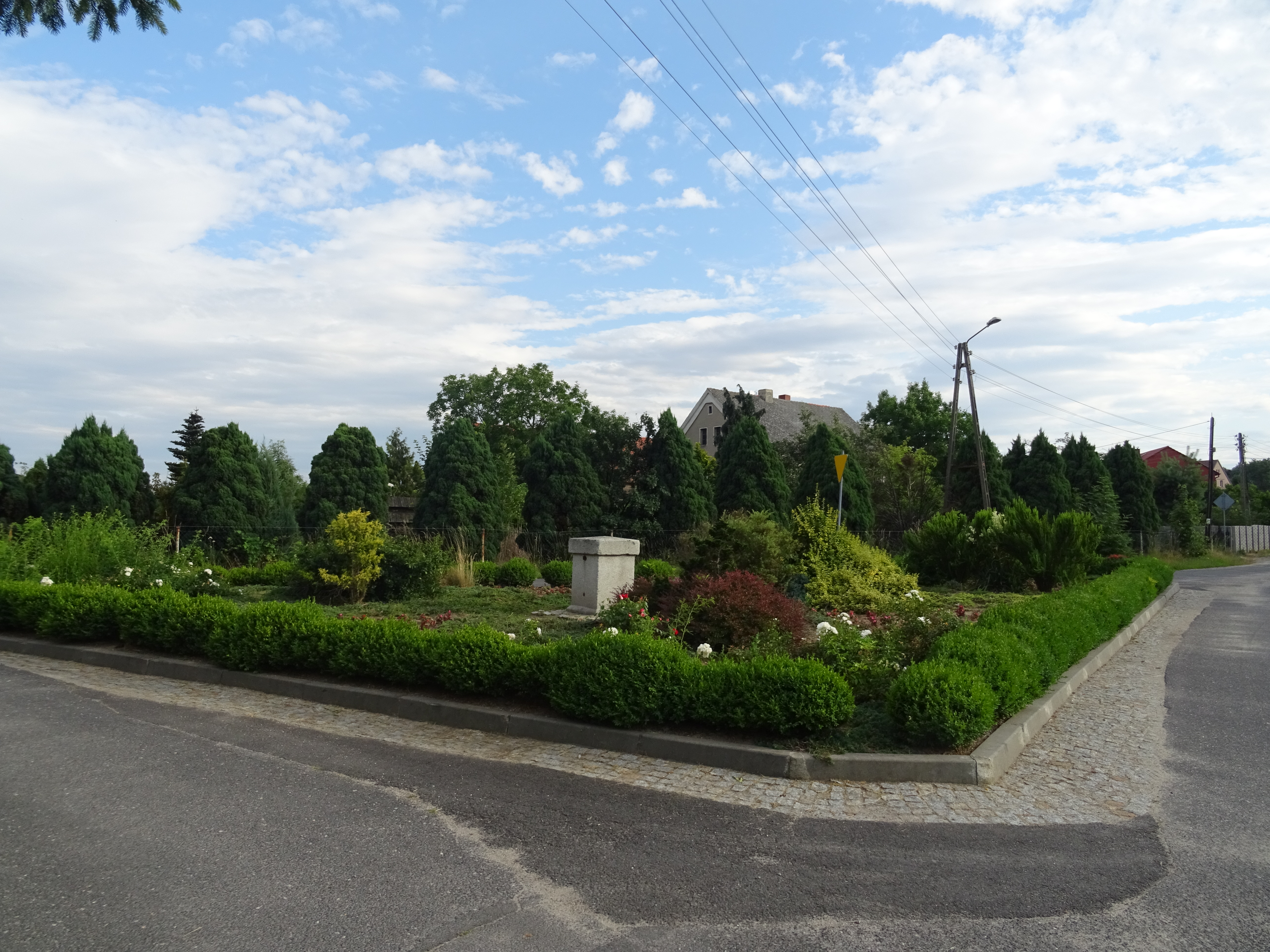
Parčík
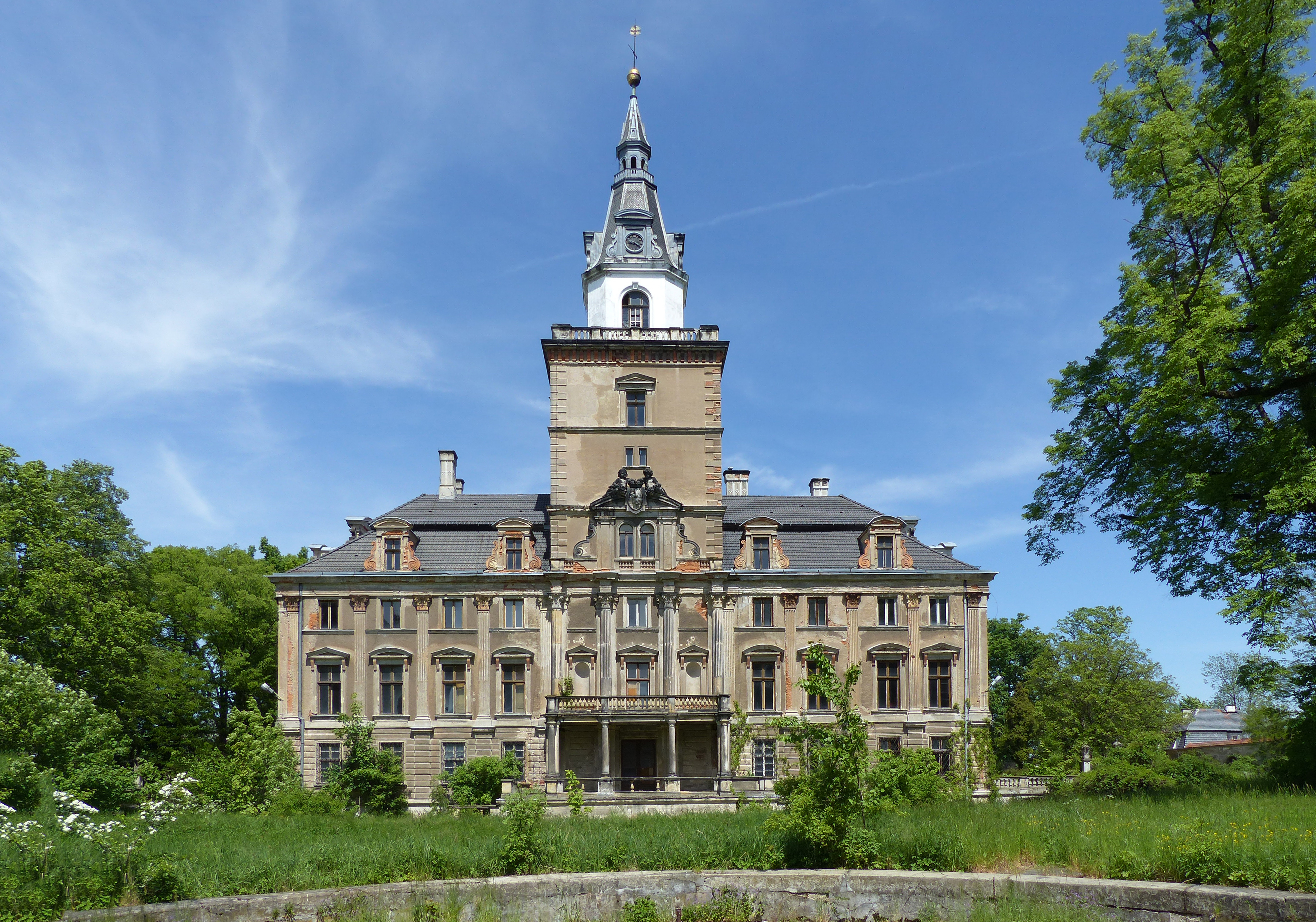
Zámek Roztoka